# Dicloruro di titanocene
Dicloruro di titanocene è il nome comune del composto organometallico con formula (η5-C5H5)2TiCl2, in genere abbreviato come Cp2TiCl2. In condizioni normali è un solido di colore rosso vivo, stabile all'aria. Il composto è disponibile in commercio e costituisce la base di partenza per moltissimi derivati contenenti il frammento Cp2Ti2+. Il dicloruro di titanocene mostra anche attività antitumorali ed è stato il primo complesso non di platino ad essere impiegato in studi clinici come chemioterapico.

## Nomenclatura
Il nome dicloruro di titanocene deriva dal fatto che il composto Cp2TiCl2 è impropriamente considerato un metallocene dato che contiene due anelli ciclopentadienilici. In base alla nomenclatura IUPAC, tuttavia, il termine metallocene va riservato ai complessi dove un metallo di transizione è legato solo a due anelli ciclopentadienilici tra loro paralleli, come succede ad esempio nel ferrocene.

## Storia
Il composto Cp2TiCl2 fu descritto per la prima volta nel 1954 da G. Wilkinson e J. G. Birmingham. Wilkinson ricevette il Premio Nobel per la chimica nel 1973 per i contributi dati alla chimica metallorganica sui composti a sandwich.

## Struttura molecolare e configurazione elettronica
Il composto cristallizza nel sistema triclino, gruppo spaziale P1, con costanti di reticolo a = 788, b = 195, c = 122 pm, α = 90,5, β = 102,6 e γ = 143,5°, quattro unità di formula per cella elementare. Ciascun anello Cp è coordinato in modo η5. La coordinazione del titanio risulta approssimativamente tetraedrica rispetto alla posizione del centro dei due anelli Cp e dei due atomi di cloro.

## Sintesi
Il composto Cp2TiCl2 si prepara a partire dal tetracloruro di titanio, seguendo la procedura originariamente sviluppata da Wilkinson e Birmingham:
2NaC5H5 + TiCl4 → (C5H5)2TiCl2 + 2NaCl
La reazione è condotta in tetraidrofurano. Lavaggi con acido cloridrico servono per convertire a dicloruro possibili derivati idrolizzati. Ricristallizzando da toluene si ottengono cristalli aghiformi.
Cp2TiCl2 si può preparare anche con ciclopentadiene distillato di fresco:
2C5H6 + TiCl4 → (C5H5)2TiCl2 + 2HCl
Questa reazione è condotta in tetraidrofurano sotto atmosfera inerte. Il prodotto è purificato usando un estrattore Soxhlet e toluene come solvente.

## Reattività
Cp2TiCl2 è un composto a 16 elettroni ed è quindi piuttosto reattivo. Gli atomi di cloro possono essere sostituiti facilmente da molti nucleofili sia organici che inorganici, senza alterare sostanzialmente l'unità Cp2Ti2+ e la geometria del complesso. Alcuni esempi sono:
- Il reattivo di Petasis, Cp2TiMe2, che si ottiene facendo reagire Cp2TiCl2 con cloruro di metilmagnesio[8] o metillitio.[9] Questo reattivo è utile per convertire esteri in eteri vinilici.
- Il reattivo di Tebbe, Cp2TiCl(CH2)AlMe2, ottenuto trattando Cp2TiCl2 con due equivalenti di trimetilalluminio.[10][11]

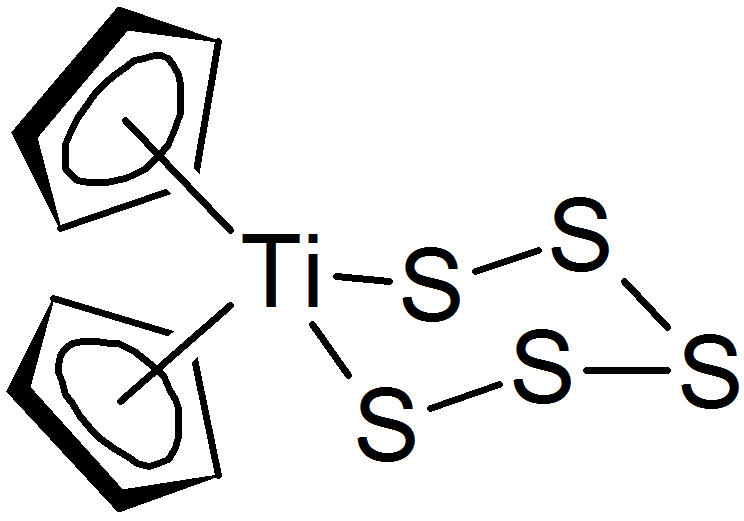
Struttura di Cp_{2}TiS_{5}

- Il pentasolfuro di titanocene, Cp2TiS5, che si ottiene trattando Cp2TiCl2 con polisolfuri, ed è precursore di specie cicliche di zolfo di varie dimensioni.[12]

Riducendo Cp2TiCl2 con reattivi di Grignard, reattivi di organo-litio o altri riducenti si ottengono specie di Ti(III) o Ti(II), come schematizzato negli esempi seguenti:
Cp2TiCl2 + 2CO + Mg → Cp2Ti(CO)2 + MgCl2
Cp2TiCl2 + 2PR3 + Mg → Cp2Ti(PR3)2 + MgCl2
Cp2TiCl2 + 2Me3SiCCSiMe3 + Mg → Cp2TiMe3SiCCSiMe3 + MgCl2
Cp2TiCl2 + LiCH(SiMe3)2 → Cp2TiCl
Cp2TiCl2 + 2LiCH(SiMe3)2 → Cp2TiCH(SiMe3)2

### Usi in medicina
Cp2TiCl2 è stato studiato come medicinale antitumorale. È stato il primo complesso metallico non di platino e il primo "metallocene" ad essere impiegato in studi clinici. Il meccanismo d'azione non è del tutto chiaro, ma si pensa che sia implicata una interazione tra il composto e la proteina transferrina.

## Tossicità / Indicazioni di sicurezza
Cp2TiCl2 è disponibile in commercio. Il composto è irritante per le vie respiratorie e per contatto con la pelle. Non ci sono evidenze di effetti cancerogeni. Non sono disponibili dati su effetti ambientali.